# FNGCIMM
Fondul Național pentru Întreprinderile Mici și Mijlocii (FNGCIMM) a fost înființat în decembrie 2001, în baza Legii 133/1999 privind stimularea întreprinzătorilor privați pentru dezvoltarea întreprinderilor mici și mijlocii.
FNGCIMM acordă garanții pentru finanțările obținute de întreprinderile nou-înființate, microintreprinderi și pentru întreprinderile mici și mijlocii (IMM) care întrunesc condițiile pentru a avea acces la fonduri nerambursabile europene prin băncile comerciale și pentru Alocația Financiară Nerambursabilă (AFN) corespunzătoare.
Fondul garantează până la 90% din valoarea creditului bancar și AFN, exclusiv dobânzi, comisioane și alte costuri bancare, pentru care percepe un comision de 0,5% pe an aplicat la valoarea garanției acordate.
Activitatea FNGCIMM se desfășoară prin intermediul unei rețele naționale care cuprinde 12 reprezentanțe, o sucursală și trei filiale (în octombrie 2007), denumite Fonduri locale de garantare.
În anul 2006, FNGCIMM a acordat garanții IMM-urilor în valoare de peste 122 milioane euro.
Numărul de garanții acordate întreprinzătorilor care au luat credite bancare a crescut de 4,5 ori față de 2005 și de aproape 15 ori față de anul 2004.
În anul 2009, a acordat garanții de 1,6 miliarde lei (aproximativ 390 milioane euro), în creștere cu 160% față de anul 2008, când valoarea garanțiilor acordate era de doar 630 milioane lei.
Cifra de afaceri în 2006: 7,5 milioane lei
Profit net:
- 2008: 1,1 milioane lei[3]